# لودمیلا چرینا
لودمیلا چرینا (انگلیسی: Ludmilla Tchérina; ۱۰ اکتبر ۱۹۲۴ – ۲۱ مارس ۲۰۰۴) رقصنده باله، مجسمه‌ساز، بازیگر، طراح رقص و نویسنده دو رمان بود. وی بین سال‌های ۱۹۴۶ تا ۱۹۶۴ میلادی فعالیت می‌کرد.
از فیلم‌ها یا برنامه‌های تلویزیونی که وی در آن نقش داشته‌است می‌توان به کفشهای قرمز، ماه عسل، و دختر ماتا هاری اشاره کرد.